# شركة إيدنج
شركة إيدنج (edding) هي شركة ألمانية متخصصة في إنتاج أدوات الكتابة وخاصة الأقلام اللبدية بألوانها وتراكيزها المختلفة. يقع مقر الشركة في مدينة آرينسبورغ الألمانية. حققت الشركة في عام 2015 أرباحا ب 138.4 مليون يورو. 

## متوجات الشركة

### أقلام Edding

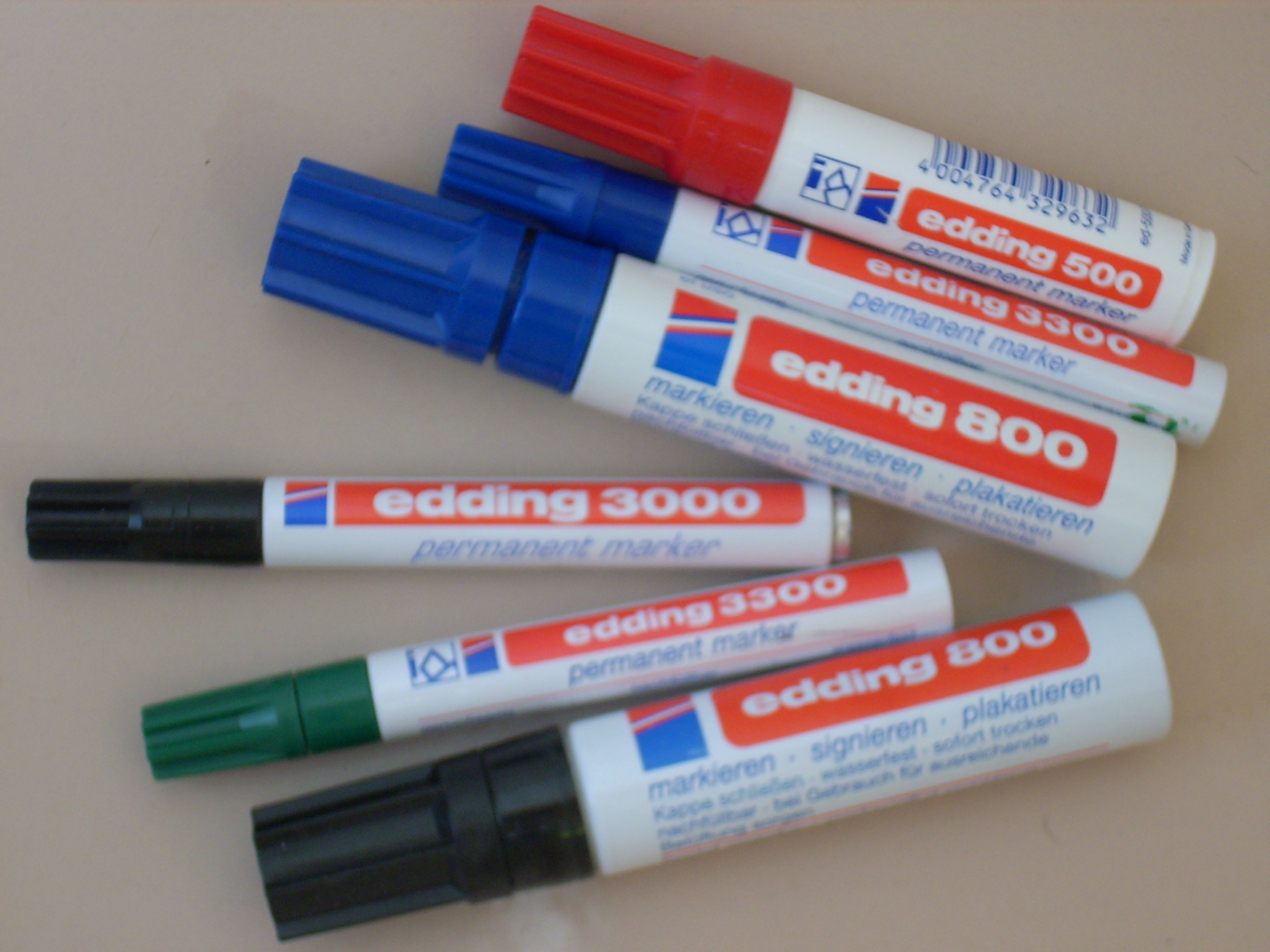
أنواع مختلفة من أقلام إيدنج.

تنتشر أقلام Edding في ألمانيا وعادة ما تأخذ الأقلام اللبدية -ذات الأثر المستمر والذي لا يُمحى بسهولة- بشكل عام هذا الاسم.

### ليغا ماستر
هو اسم تجاري لمنتوجات شركة edding للإثاث المكتبي ولتجهيزات غرف وصالات التوصل، كما في المؤتمرات وورشات العمل وغرف التعليم الإلكتروني. تم اشتقاق الاسم Legamaster من كلمتي Lega و planMaster